# Зама

Зама (Zama Minore; Zama Regia) e археологичен древен град в Северна Африка, намиращ се в днешен Тунис. Бил е диоцез на римо-католическата църква от църковната провинция Картаген. Днес е Титулярна епископия
По времето на Втората пуническа война при града се провежда на 19 октомври 202 пр.н.е. битка, при която картагенският военачалник Ханибал губи за пръв път във войните си с римляните и е победен от римския военачалник Сципион Африкански Стари.
След това градът принадлежи към царство Нумидия и е резиденция на цар Юба I и се наричал Zama Regia.